# Pergola (Italie)
Pour les articles homonymes, voir Pergola (homonymie).
Pergola est une commune italienne d'environ 6 020 habitants, située dans la province de Pesaro et Urbino, dans la région des Marches, en Italie centrale

## Géographie
La ville est située à environ 60 km à l'ouest d'Ancône dans la vallée viticole du fleuve Cesano, qui coule vers l'est jusqu'à la mer Adriatique.

## Histoire
Le territoire de Pergola est habité depuis la préhistoire, comme le prouvent les découvertes du néolithique, de l'âge du bronze et du fer et les vestiges des populations successives : ombrienne, étrusque et celtique. L'époque romaine est  bien documentée avec la découverte de tombes, de vases et de mobilier divers, tant dans la ville (gare) que dans différents lieux comme Grifoleto, Ferbole, Valrea, Monte Santa Croce, Monterolo, Montesecco et Cartoceto, qui témoignent d'une romanisation généralisée. En 1946, des statues romaines en bronze, les bronzes dorés de Cartoceto di Pergola, datant du Ier siècle av. J.-C. ont été trouvées dans un champ. Un musée a été créé pour les accueillir.
Pergola a été fondée en tant que commune libre en 1234 accueillant les populations et les commerces des châteaux voisins et de Gubbio, la ville qui avait juridiction sur le territoire.
En 1631, avec le passage aux États pontificaux, Pergola a connu une longue période de déclin démographique et de difficultés économiques, qui n'ont été que partiellement compensées par l'essor cyclique de l'industrie textile et de la tannerie. Aux XVIIe et XVIIIe siècles Pergola atteint son expansion économique maximale, à tel point que le pape Benoît XIV, par la Bulle Romanum decet Pontificem du 18 mars 1752, l'élève au rang de « Ville » et lui accorde la nomination d'un diplômé ecclésiastique comme évêque vicaire général. Confirmant l'importance acquise, en 1796, la « zecca » (monnaie) y frappera des pièces de monnaie jusqu'en 1799. 
En 1797, Pergola est occupée par les troupes françaises et fait partie du royaume d'Italie. À cette époque, elle a été  dépouillée d'œuvres d'art conservées dans les églises, monastères, palais publics et privés. Le XIXe siècle voit le retour de la restauration papale. En 1819, le pape Pie VII a élevé Pergola au rang de diocèse autonome, l'évêque devait résider six mois à Pergola, six mois à Cagli.
Le 14 mars 1831, lors des soulèvements des Comités révolutionnaires de Bologne et de Romagne, Pergola est la première ville des Marches et l'une des toutes premières communes italiennes à élever le tricolore à l'hôtel de ville.
Le 8 septembre 1860, Pergola fut la première ville des Marches à s'élever contre le royaume papal, favorisant l'annexion de la région au royaume d'Italie et obtenant la médaille d'or pour « les mérites acquis pendant la période du Risorgimento national ». 
L'unité réalisée s'accompagne de nouvelles difficultés sociales et économiques, auxquelles échappent l'ouverture de la ligne ferroviaire Fabriano-Pergola-Urbino, détruite dans son dernier tronçon par les Allemands pendant la Seconde Guerre mondiale, la découverte des mines de soufre de Percozzone et Cabernardi (1877-1886), la construction de la raffinerie de minéraux de Bellisio Solfare, qui soutient l'économie pergolaise jusqu'au milieu du XXe siècle. 
Pergola est désormais connue pour sa production de vin et pour abriter les bronzes dorés de Cartoceto di Pergola, un groupe statuaire d'origine romaine, datant probablement du Ier siècle av. J.-C.

## Économie
- Viticulture : L'endroit est connu pour le vin rouge Pergola Rosso, principalement issu du cépage Aleatico. Il est rouge rubis et a un bouquet puissant.

- Institutions bancaires : Dans la ville se trouve le siège de la Banque Coopérative de Crédit de Pergola et Corinaldo (née de la fusion en 2018 entre la Banque Coopérative de Crédit de Pergola et la Banque Coopérative de Crédit de Corinaldo). L'institut a été fondé le 19 juin 1966 en tant que fonds rural et artisanal de pergola à partir des cendres de la Municipale Caisse de Crédit Agraire. A fin 2019, la banque compte seize agences réparties entre les provinces de Pesaro, Ancône et Pérouse. Avant la Caisse Rurale, la Caisse d'Épargne de Pergola a été construite dans la ville (créée le 9 septembre 1847 par décret du pape Pie IX puis fusionnée avec celle de Pesaro à la demande du régime fasciste). Toujours dans la zone de Pergola, bien que pour une courte période, la Cassa Rurale di Bellisio Solfare a fonctionné (créée le 30 juin 1926, elle a été mise en liquidation le 27 janvier 1935 jusqu'à ce qu'elle cesse définitivement ses activités le 10 avril 1939)

- Vin : Depuis les origines de la ville, le quartier de Pergola est connu pour ses vignes. La production, bien que peu abondante, est appréciée pour sa qualité. Dans les années 1980, le DOC a été attribué à Tristo di Montesecco. Un vin blanc né de la composition de Trebbiano, Malvasia, Riesling italique, Pinot Grigio, alors considéré parmi les meilleurs vins italiens. La société de production a fermé et, du moins pour l'instant, le Tristo di Montesecco n'est plus commercialisé.Entre-temps, un autre vin typiquement pergolais est passé à l'actualité. En 2005, la Vernaccia locale, également appelée populairement "Vernaccetta", a obtenu la reconnaissance de l'appellation d'origine contrôlée dans les versions rouge, novello et passito avec le nom simple mais significatif de "Pergola doc". Le vin dérive d'un clone Aleatic d'origine très ancienne, probablement importé avec la fondation des villes en 1234 par Gubbio. Fin 2007, les producteurs locaux ont créé un Consortium pour la protection et la promotion de ce grand vin. Parmi les vins doux, le vin santo et le visner (également connu sous le nom de visciolata ou vin de cerise aigre) méritent d'être mentionnés. Des produits traditionnels particulièrement appréciés, devenus "Slow Food Presidium ». Également d'actualité, la fête du vin, qui se déroule traditionnellement le dernier week-end de juillet, a atteint son édition XL en 2010.

- Truffe : Le territoire est une zone de production truffière. La Foire de la Truffe Blanche à la Pergola se tient en octobre (F.T.B.P.P.). Créée en 1996, la Foire de la Truffe Blanche de Pergola a obtenu en 2013 la reconnaissance de la Foire Nationale (de la Truffe Blanche de Pergola : F.N.T.B.P.P.).

- Parc éolien : A Pergola, dans la zone de Piano Rotondo, un parc éolien est en cours de construction composé de 10 éoliennes générant une puissance nominale totale de 25 MW, avec une production annuelle estimée à environ 56 GWh, suffisante pour couvrir la consommation d'environ 45 000 habitants.

## Monuments et patrimoine
- Cathédrale de Pergola

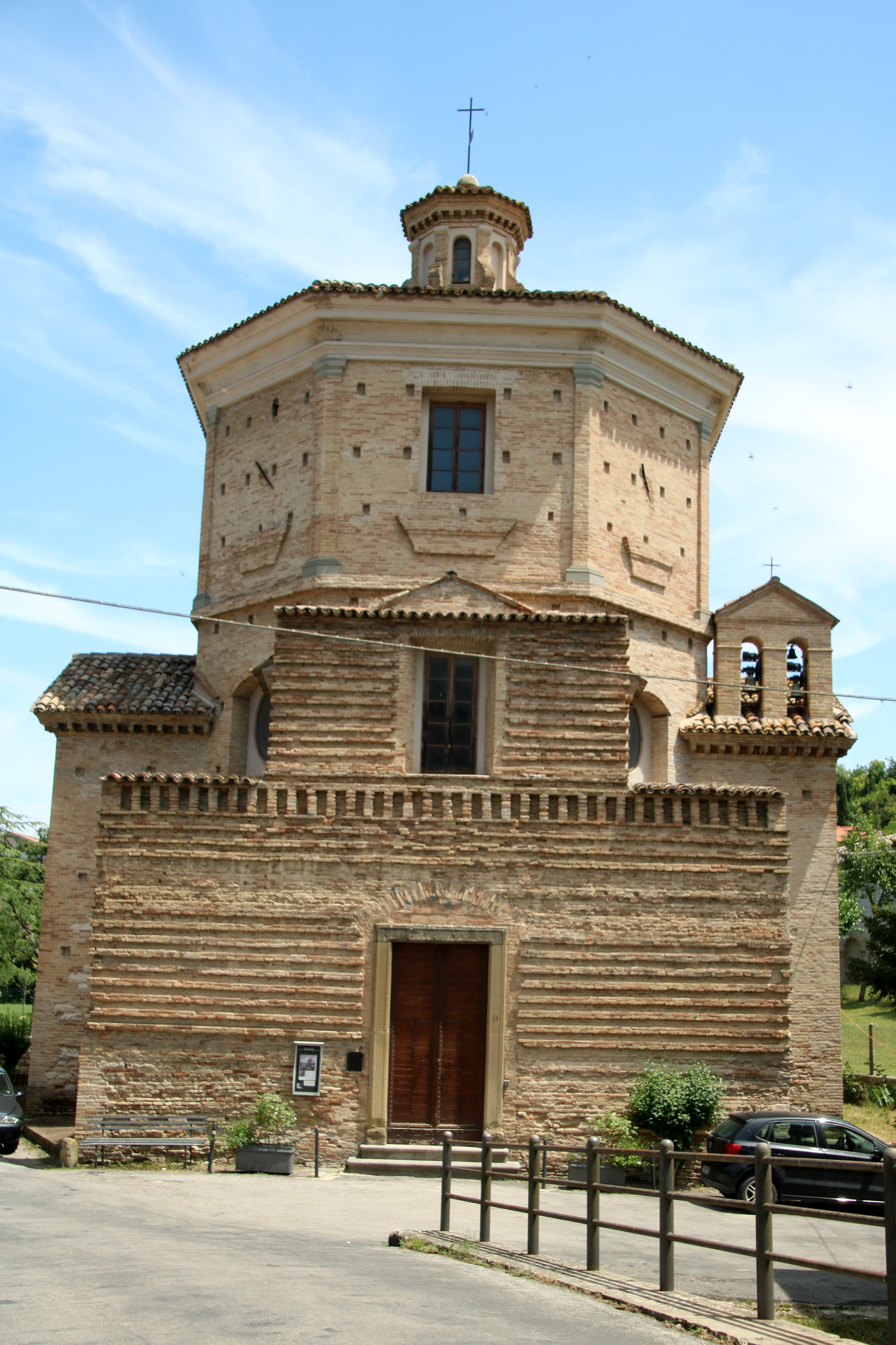
Église de Santa Maria delle Tinte.

- L'église gothique de San Francesco a été construite en 1255 en l'honneur de saint François d'Assise. Elle conserve une Annonciation de Lavinia Fontana (1552–1614) et une Immaculée conception de Carlo Crivelli.
- Le Musée des Bronzes dorés de Cartoceto, inauguré le 9 octobre 1999, est installé dans l'ancien couvent de San Giacomo du XVe siècle et se divise en un parcours circulaire autour de l'ancien cloître, divisé en quatre sections. L'attraction principale est certainement le groupe statuaire d'origine romaine des bronzes dorés de Cartoceto di Pergola, signalé à plusieurs reprises, même au niveau national, pour le différend entre la ville de Pesaro et le Musée Archéologique National des Marches d'Ancône. Datant probablement de 50 av. J.-C., le groupe fait aujourd'hui belle figure dans la salle créée avec des solutions technologiques de pointe, où un "rideau d'air" garantit le microclimat idéal pour la conservation de ces statues uniques au monde. En mai 2019, l'exposition a été entièrement rénovée avec une vision "immersive" des statues, créée par Paco Lanciano. La section archéologique est complétée par des ensembles de tombes romaines trouvées dans la région et deux mosaïques polychromes trouvées dans le hameau de Montesecco, dans une "villa rustica" du IVe – Ve siècle apr. J.-C., probablement la résidence d'un "dominus".

- L'église de Santa Maria delle Tinte : construite en brique avec un dôme octogonal, elle est située dans l'ancien quartier où travaillaient les teinturiers et lainiers de la ville. C'est leur corporation, en 1700, qui commanda la construction. L'intérieur est plein de frises et de statues en stuc blanc. Il abrite des peintures du peintre sénigallien Giovanni Anastasi, Giovanni Francesco Ferri et d'autres œuvres des écoles vénitienne et baroque.

- L’épiscope : le bâtiment est situé juste à côté du duomo, via Don Minzoni, et présente un intérêt considérable car il abrite les œuvres d'art des églises supprimées.

- Église des Mages : Adoration des Mages par Aurelio Lomi, église des Mages. Elle est située en face de la cathédrale de la ville. Elle date de 1600 et est ce qui reste d'une autre église qui était autrefois beaucoup plus grande. C'est un petit bijou artistique. Sur l'autel en marbre se dresse le tableau de l'Adoration des Mages, œuvre du Pisan Aurelio Lomi, tandis que le prodigieux appareil décoratif, de style baroque, a été créé par Tommaso Amantini, originaire d'Urbania. Parmi les pièces de valeur figure une Vesperbild (pietà) de la première décennie du XVe siècle, en plâtre dur entièrement polychrome, qui semble se rattacher aux modèles pragois et viennois. Comme beaucoup d'autres œuvres, elle est aujourd'hui conservée au musée de la ville.

- Église de San Marco : de style roman, c'était un prieuré de l'abbaye de Nonantola ; il a été construit avec le premier noyau historique de la ville avant d'être entièrement reconstruit en 1776. Le maître-autel abrite le tableau Madonna del Carmelo et Saints de Giovanni Francesco Guerrieri.

- Église de San Rocco : située exactement en face de l'église de San Marco, elle a longtemps été désacralisée et utilisée comme entrepôt municipal. Il a été construit en 1528 à la suite d'un vœu pour échapper à la peste. Elle est surmontée d'un magnifique plafond à caissons en bois, œuvre d'artisans locaux. Il abritait une statue en bois polychrome de San Rocco (datée de 1528) de l'atelier du Maître de Magione, aujourd'hui exposée au Musée des Bronzes Dorés et à la Ville de Pergola.

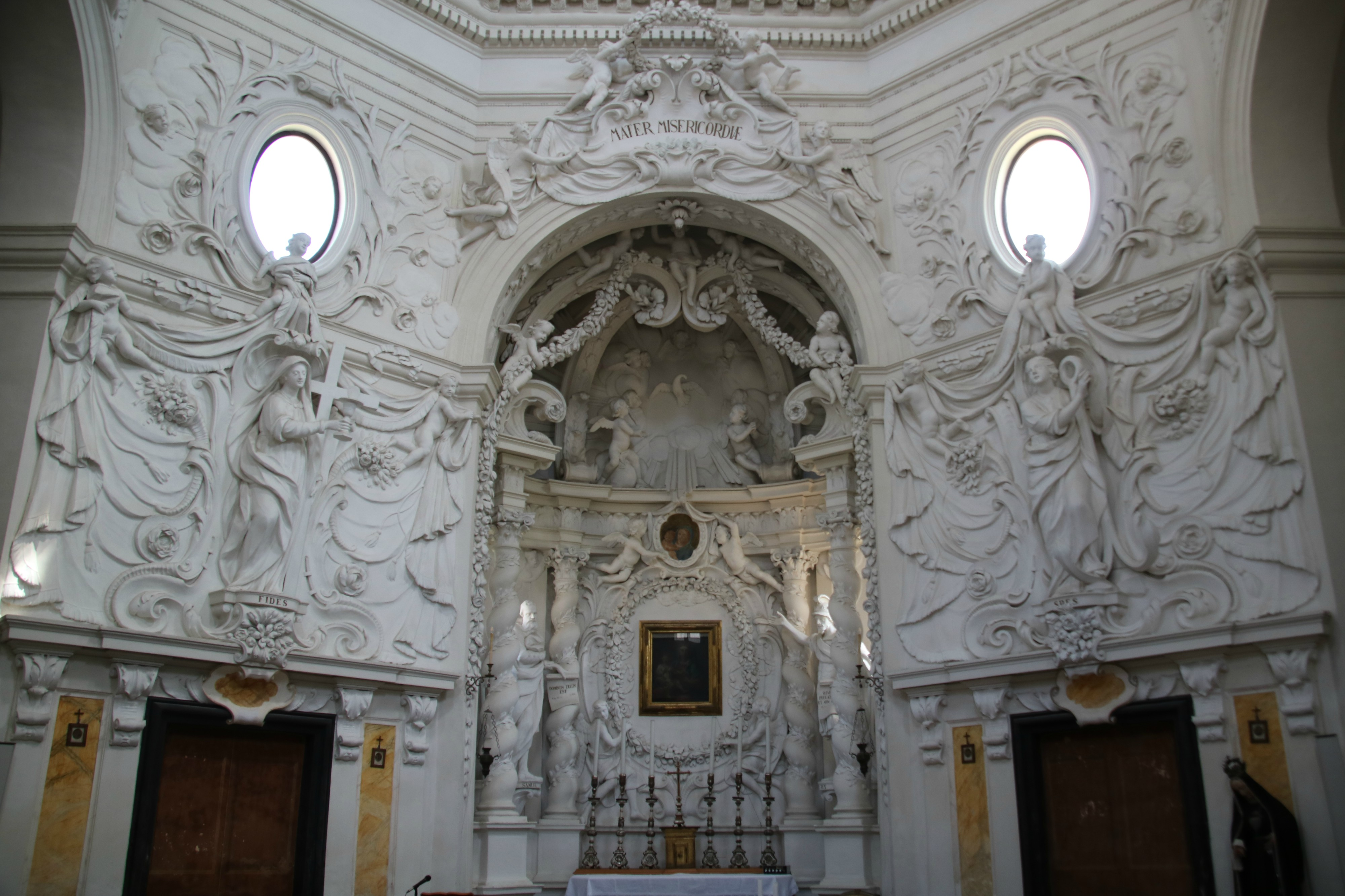
Intérieur de l’église Santa Maria della Tinte

- Église de San Vitale : située dans l'un des quartiers les plus anciens de la ville, elle date de 1300 mais a été presque entièrement reconstruite dans la seconde moitié du XVIIIe siècle. Aujourd'hui, le siège de la Compagnia del Santissimo Crocifisso (également connue sous le nom de Compagnie du Christ mort) a une seule nef avec trois autels en stuc de 1777 de Benedetto Silva. Elle a été entièrement remaniée et en grande partie reconstruite dans la seconde moitié du XVIIIe siècle. Il a une seule nef avec trois autels en stuc réalisés par Benedetto Silva en 1777. Il abrite trois peintures d'Antonio Concioli de Pérouse : Trinité (sur le presbytère de l'autel principal), le Martyre des Saints Gervasio et Protasio et le Martyre de San Vitale (sur les parois latérales).

- La Porte des morts : la structure urbaine médiévale de Pergola, outre les nombreux lieux de culte et tours ou vestiges de tours, conserve de nombreux exemples de "Porta del Morto" ; la prétendu Porta del Morto est une étroite ouverture en arc pointu, obtenue à côté de l'entrée principale de la maison; il se présente avec le seuil surélevé du niveau de la rue d'environ 80-90 centimètres. Au Moyen Âge, la Porta del Morto est restée murée et n'a été ouverte et rouverte que pour laisser passer le corps de la famille. Elle était répandue dans le centre de l'Italie et nous en trouvons aujourd'hui des preuves, ainsi qu'à Pergola, à Gubbio, Fabriano, Cortona, Assisi et Città di Castello.
- La forteresse : imposant artefact d'un intérêt particulier, qui a vu l'intervention du célèbre architecte siennois Francesco di Giorgio Martini.
- mairie : toujours dans la cour s'élève le grandiose édifice du XVIIIe siècle, ouvert par un haut portique. En entrant, sur le premier balcon de l'escalier, la statue de San Secondo (aujourd'hui conservée au Musée des bronzes dorés et de la ville de Pergola) de l'école ombrienne de 1400 était murée dans une niche. Dans la salle du conseil, il y a un retable de Della Robbia datant de 1500, une Vierge à l'Enfant avec les saints Francesco et Ubaldo, une toile à la manière de Federico Barocci, ainsi que de nombreuses peintures représentant des personnalités locales. À noter également une toile peinte par le peintre bolognais Giulio Cesare Procaccini représentant Bestabea dans la salle de bain.
- théâtre : le bâtiment est situé via Angel dal Fuoco, surnom d'Angelo da Pergola, chef des années 1400, de qui le théâtre est également nommé, à partir de 1696, après un long travail de restauration, il a été rouvert au public en 2002 avec un spectacle de Valéria Moriconi.

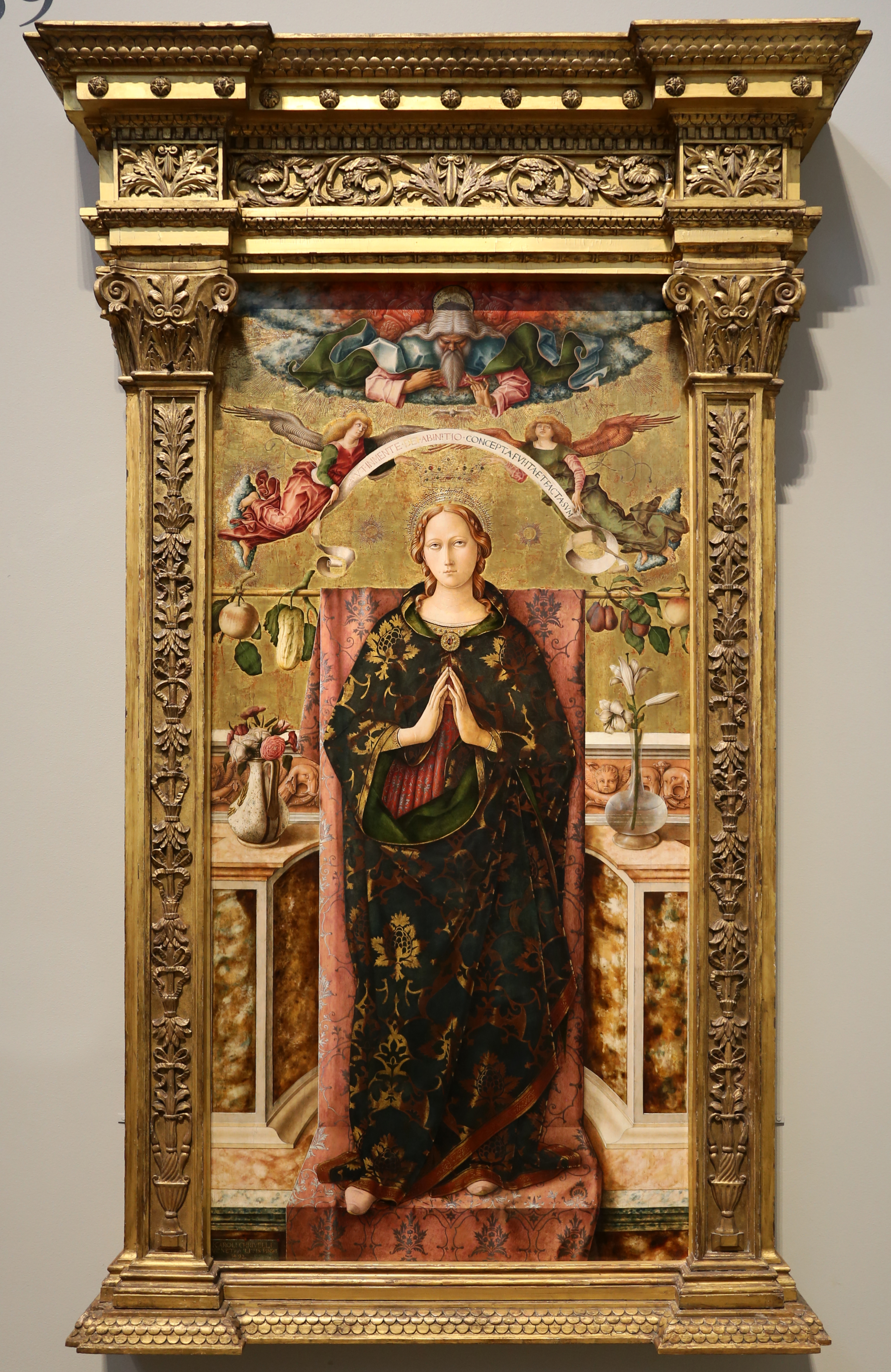
Immaculée conception de Carlo Crivelli
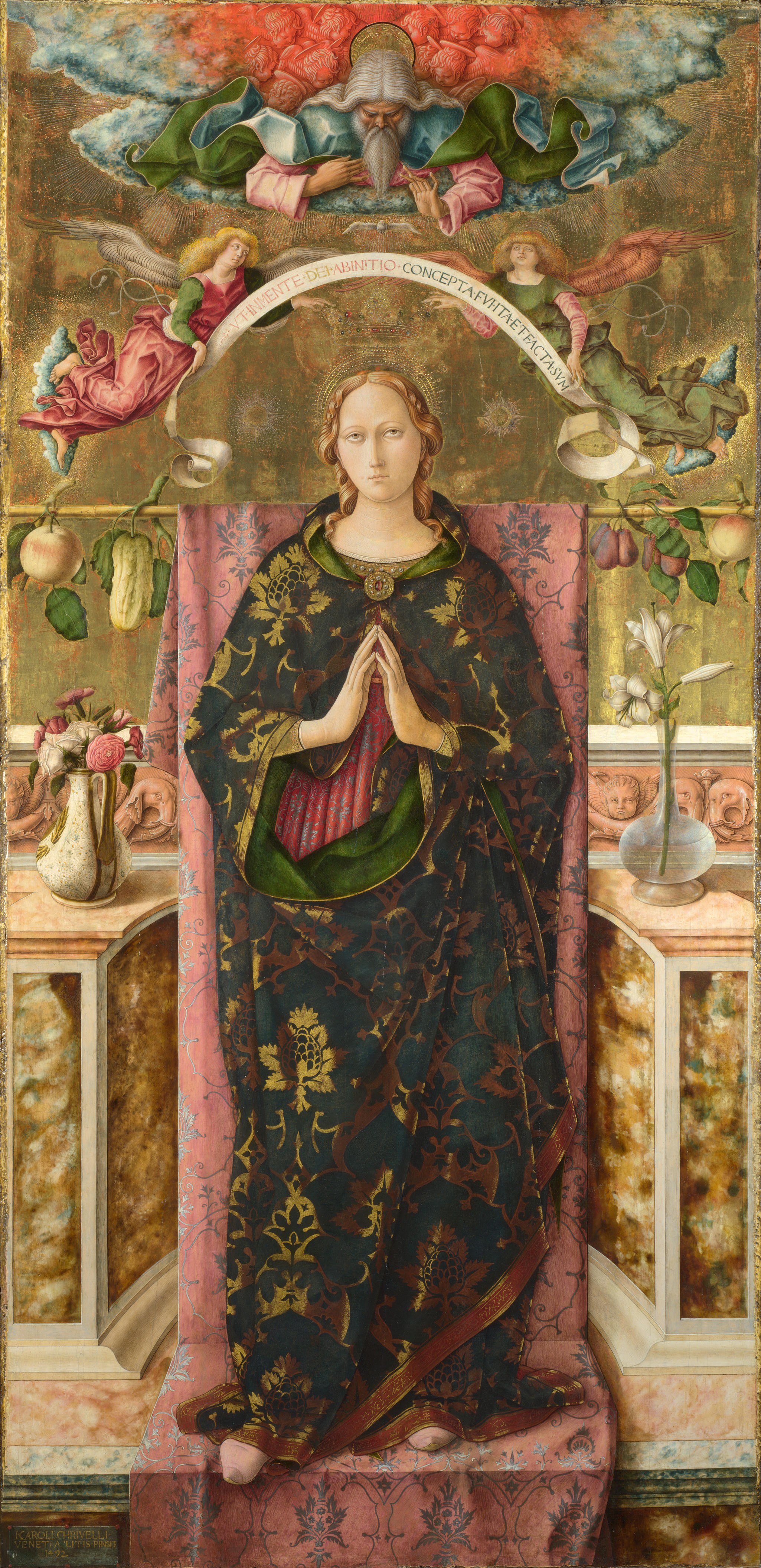
Détail de l'Immaculée conception de Carlo Crivelli

## Galerie

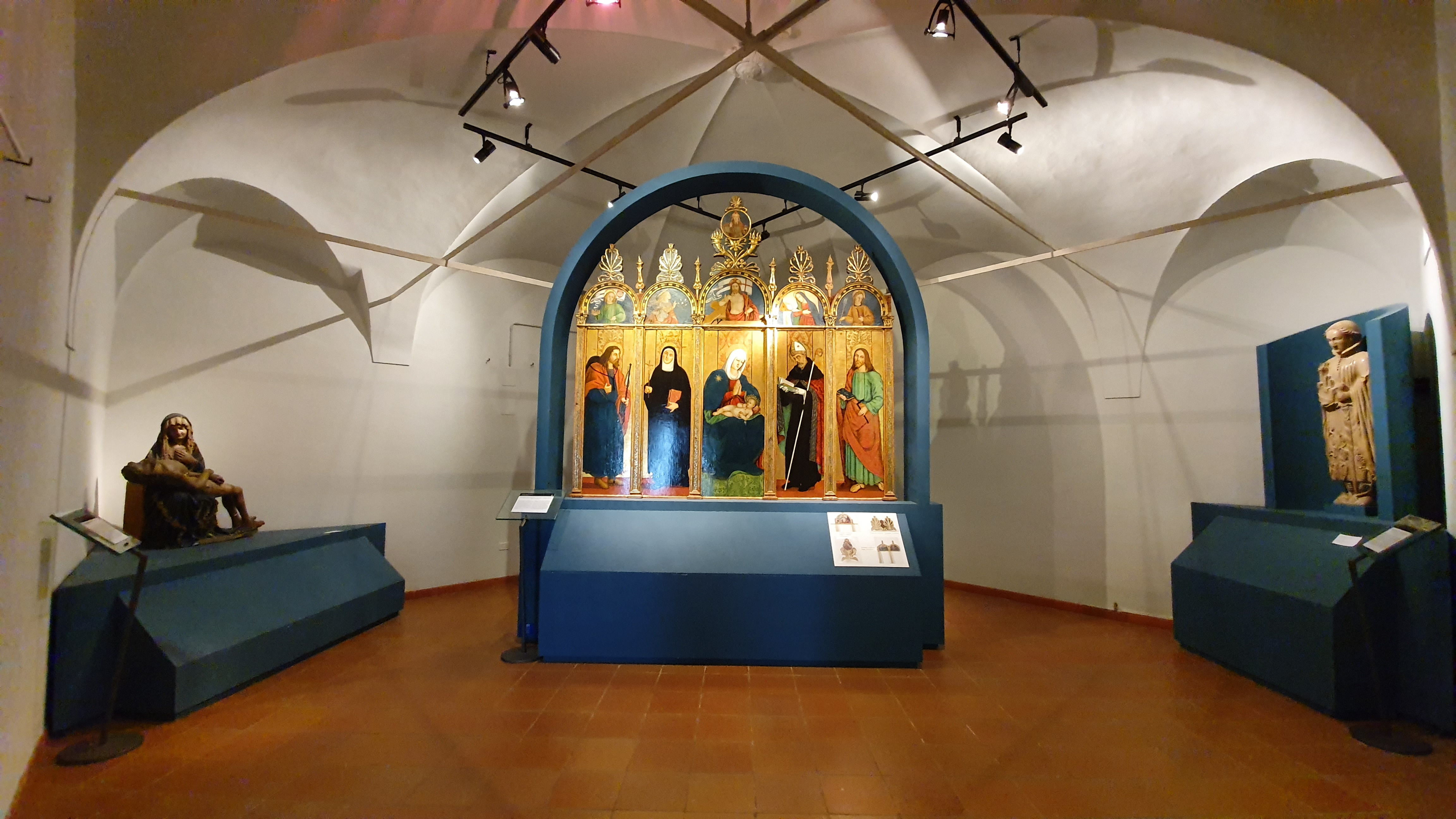
Salle du Musée des Bronzes dorés de Cartoceto
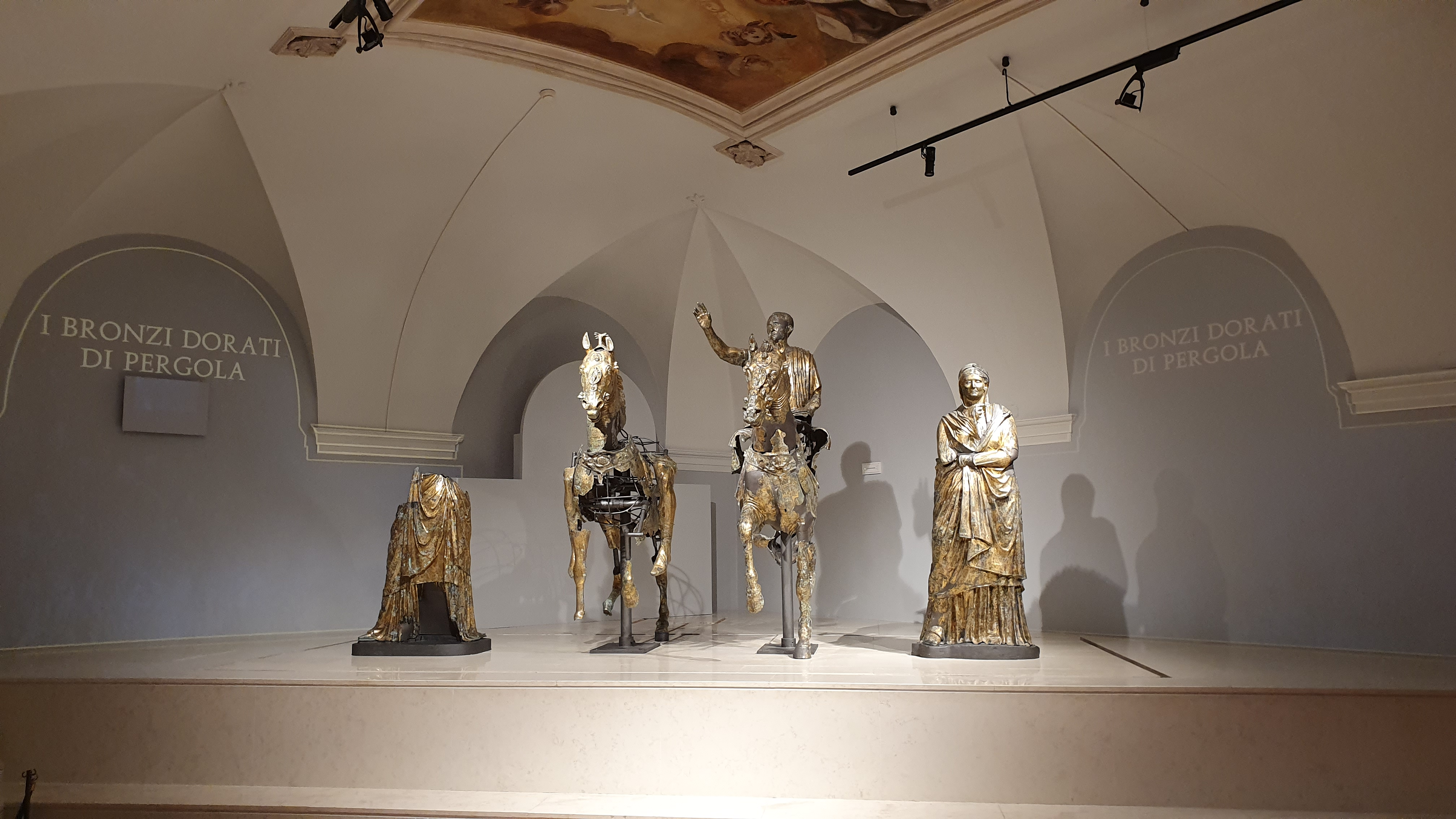
Bronzes dorés de Cartoceto
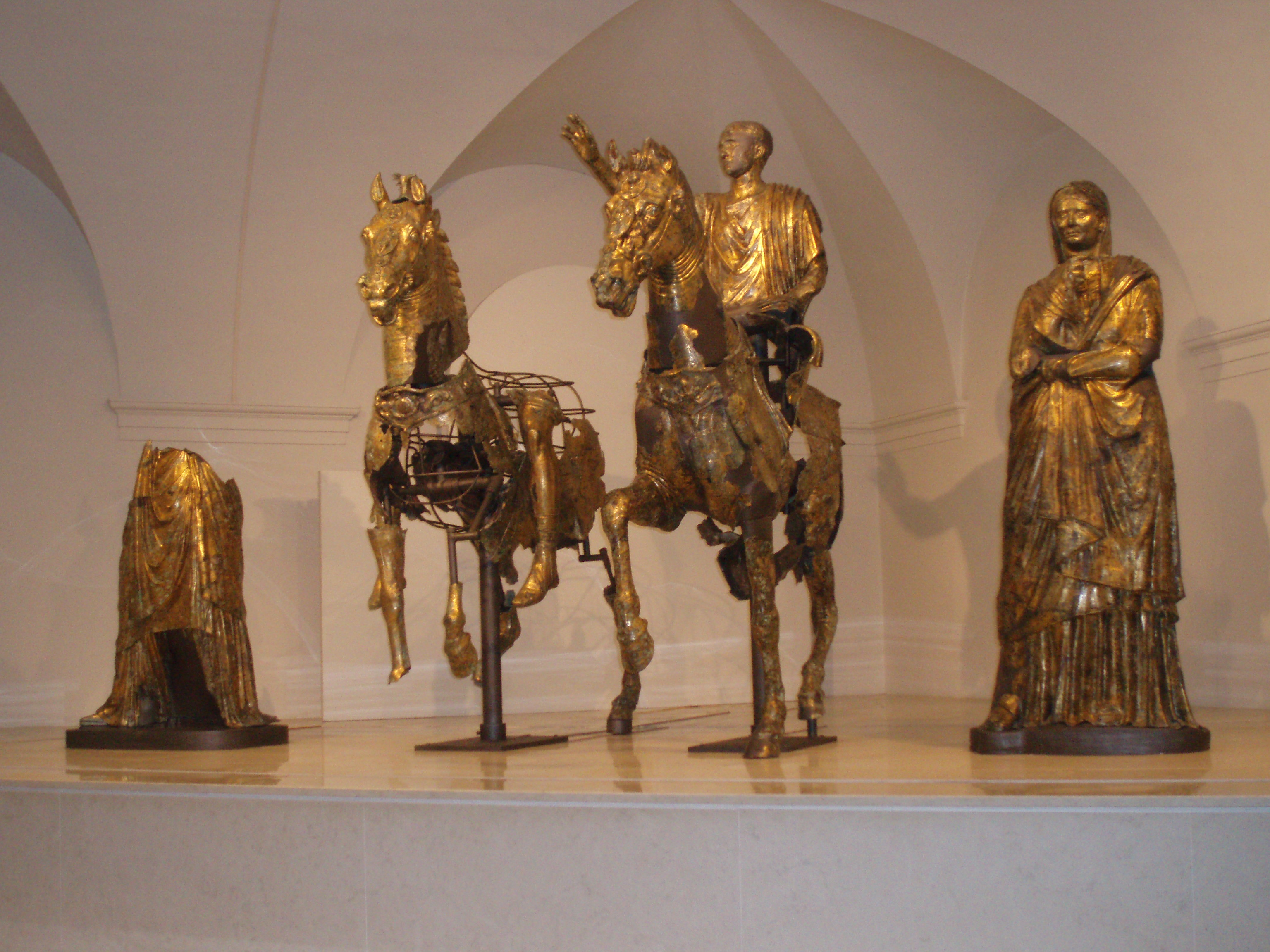
Les bronzes dorés de Cartoceto di Pergola.

## Administration
| Période                                  | Période | Identité | Étiquette | Qualité |
| ---------------------------------------- | ------- | -------- | --------- | ------- |
|                                          |         |          |           |         |
| Les données manquantes sont à compléter. |         |          |           |         |

### Hameaux
Montevecchio, Cartoceto, Monterolo, Madonna del Piano, Montesecco, Mezzanotte, Fenigli, Montaiate, Pantana, Bellisio Alto, Bellisio Solfare e Percozzone

### Communes limitrophes
Arcevia, Cagli, Fossombrone, Fratte Rosa, Frontone, San Lorenzo in Campo, Sassoferrato, Serra Sant'Abbondio

## Jumelages
Pergola a des partenariats avec la ville allemande de Gernsbach depuis 2010.

## Personnalités
- Nicolò Maria Antonelli
- Ferdinando Baldelli (1886-1963), président de l'association internationale Caritas
- Antonio Concioli
- Giuseppe Ercolani
- Girolamo Graziani (1604-1675), poète né et mort à Pergola.
- Simone Massi
- Mario Mattei (1792-1870), cardinal de l'Église romaine
- Francesco Roberti (1889-1977), cardinal de la Curie de l'Église catholique